# Viborg Museum
Viborg Museum er et kulturhistorisk museum i Viborg, der desuden driver besøgsstederne, De fem Halder, Hvolris Jernalderlandsby og E Bindstouw. Viborg Museum tilbyder historiske oplevelser som byvandringer, Bryg & Brosten, gådejagter og foredrag.
Viborg Museum åbner i 2026 et nyt besøgssted, Museum Wibergis, i den tidligere Vestre Landsret på Gråbrødre Kirke Stræde 3.[kilde mangler]
Det nye bymuseum, Wibergis, vil have fokus på Viborgs byhistorie i 1.000 år, mens Hvolris Jernalderlandsby i fremtiden kommer til at danne ramme for den arkæologiske formidling af forhistorien.[kilde mangler]
Museets udstillinger var indtil 2017 placeret i ejendommen på Hjultorvet 9-11, men de over 120.000 museumsgenstande er siden da blevet flyttet til et magasin på Tagtækkervej 9 i Viborg. Museets administration samt det Lokalhistoriske Arkiv, der også er en del af museet, vil per 1. februar 2022 have adresse i hhv. stuen og 2. sal i Sct. Mogensgade 5, Viborg. 

## Formål
Viborg Museum et statsanerkendt kulturhistorisk museum med ansvar for arkæologi og nyere tids historie i Viborg Kommune.  
Museet skal i henhold til museumsloven indsamle, registrere, bevare, forske og formidle ansvarsområdet.

## Historie
Museet blev etableret i 1861 som den selvejende institution "Selskabet til Samling af Oldsager i Viborg" af en kreds af Viborgs fremtrædende borgere anført af etatsråd G. Bruun og justitssekretær Niels Georg Morville, der begge donerede store samlinger af genstande fra oldtiden til museet. Udover disse to kom museets første bestyrelse til at bestå af stiftamtmand Lucas Peter Bretton, overretsassessor Vilhjálmur Ludvig Finsen og katedralskolerektor F. C. Olsen, som alle var prominente embedsmænd i byen. Museet var det fjerde kulturhistoriske museum, som blev oprettet uden for København, efter museerne i Ribe, Odense og Aarhus, hvilket bidrog til et brud på Oldnordisk Museums (i dag Nationalmuseet) monopol på museumsdrift i Danmark.
Det egentlig formål med museets oprettelse i 1861 og den videre drift var gennem folkeoplysning af styrke 1800-tallets nationalromantiske vækkelse hos befolkningen i Viborg og hos bønderne i byens opland samt at bryde det københavnske monopol på kulturinstitutioner. Museet var, som navnet "Selskabet til Samling af Oldsager i Viborg" antyder, i bogstaveligste forstand et selskab. Medlemskaber og kontingenter var nemlig i begyndelsen museets eneste indtægtskilde. Først fra 1887 begyndte Kultusministeriet at yde et årligt tilskud på 1.000 kr.
I starten havde udstillingen af oldsager i Viborg ingen fast adresse. I 1861 så Kong Frederik VII samlingerne på Det gamle rådhus (nu Skovgaard Museet) ved Viborg Domkirke, og senere samme år var alle effekterne flyttet til Stænderhuset. Kort tid efter 1864 blev samlingen pakket ned på grund af krigshandlingerne i landet. Fra 1890 fik samlingen af effekter endelig en permanent plads, da museet købte det gamle rådhus for 10.000 kr. Her var museet placeret frem til 1981, hvor det flyttede ind i Hedeselskabets tidligere tre etagers bygning fra 1868 på Hjultorvet.
Museets arbejde var tidligt præget af en vis grad af professionalisering, idet katedralskoleadjunkten Arthur Feddersen fra 1863 blev tilknyttet som fast arkæolog og frem til sin afrejse fra byen i 1884 tilvejebragte mange genstande til samlingen. Som en anerkendelse af museets arbejde begyndte Kultusministeriet i 1887 at give 1.000 kr. i årlig statsstøtte til museet. En tilsvarende støtte blev også givet til en række udvalgte museer andre steder i provinsen. I det 20. århundrede fortsatte museets professionalisering, hvilket kom til udtryk i 1960, da museet ophørte med at være foreningsdrevet og i stedet blev overtaget af Viborg Kommune. Som en del af denne udvikling blev museet i 1961 statsanerkendt som såkaldt landsdelsmuseum i henhold til den nye museumslov af 1958. Det betød, at staten fra dette tidspunkt begyndte at yde et øget tilskud til at ansætte faguddannet personale. Derfor var forfatteren Peter Seeberg, der også havde erfaring som arkæolog, med den kommunale overtagelse i 1960 blevet ansat som daglig leder for museet. Et hverv han varetog som en kreativ og farverig personlighed frem til 1993.
Museets navn vekslede i årene efter etableringen i 1861 "Oldsagssamlingen i Viborg", "Oldnordisk Museum", "Viborg Museum" og "Viborg Stiftsmuseum". Først i 1944 blev samlingens navn "Viborg Stiftsmuseum" slået fast i vedtægterne. Betegnelsen "stifsmuseum" skyldtes en oprindelig ambition om at blive museum for hele Viborg Stift, hvilket dog aldrig blev realiseret. I forbindelse med museets 150 års jubilæum i 2011 blev navnet ændret til "Viborg Museum".

## Nyt Viborg Museum i 2022
Et helt nyt bymuseum kaldet Museum Wibergis planlægges at åbne 2025 i den tidligere landsretsbygning på Gråbrødre Kirke Stræde 3. Det nye museum i landsretsbygningen vil have fokus på Viborgs byhistorie i 1000 år, mens Hvolris Jernalderlandsby i fremtiden kommer til at danne ramme for den arkæologiske formidling af forhistorien.
Planerne blev offentliggjort i december 2015. Projektet indebar, at museet lukkede de permanente udstillinger på Hjultorvet i januar 2017, hvorefter der ville følge en række arbejdskrævende opgaver med nedpakning, magsinflytning og renovering af den nye museumsbygning samt nytænkning af formidling og udstillinger med henblik på i første omgang at styrke bymuseet som en attraktion, bl.a. med relation til Viborgs historie som kongehyldningsby, domkirkeby, landstingsby og embedsmandsby.
Flytte- og udstillingsarbejdet foregår samtidig med, at museets daglige forpligtigelser inden for museumslovens fem søjler (indsamling, registrering, bevaring, formidling og forskning) skal fortsætte uanfægtet inden for bl.a. arkæologi og nyere tid, mens formidlingsområdet for en tid løftes ved såkaldte pop-up udstillinger rundt om i byen i ledige lokaler og ude i byrummet, ligesom der vil ske en oprustning af museets formidling på de sociale medier.

## Organisation

### Bestyrelse
Viborg Museum havde som selvejende institution egen bestyrelse indtil Viborg Kommunes overtagelse af museet i 1960. I dag ejes og drives museet af Viborg Kommune, hvorfor dets bestyrelse er Viborg Kommunes Kultur- og Fritidsudvalg. 
Museet er nu en kommunal virksomhed under kommunens forvaltning for Kultur & Udvikling.

#### Formænd for Viborg Museums bestyrelse 1861-1960
- 1861-66: Kammerherre, stiftamtmand Lucas Peter baron von Bretton.
- 1866-86: Konferensråd, justitiarius C. N. Tang.
- 1886-1901: Etatsråd og godsejer på Asmild Kloster Gottlieb F. S. Bruun.
- 1901-11: Oberstløjtnant Thyge Søgaard.
- 1911-21: Skovridder G. Morville.
- 1922-29: Landsarkivar Georg Saxild.
- 1929-53: Amtslæge V. Kjær.
- 1952-56: Landsarkivar Johan Hvidtfeldt.
- 1956-57: Lektor på Viborg Katedralskole Henning Paulsen.
- 1957-58: Landsretssagfører G. Morville.
- 1958-60: Konsulent Th. Th. Hove.
- 1960: Landsretssagfører J. Ringgaard-Christensen.[13]

### Ledelse
Siden 1960 har museet haft nedenstående ledere. 1960-2007 var titlen museumsleder, derefter er titlen museumschef:
- 1960-93: Peter Seeberg, forfatter, mag.art. i litteraturhistorie, desuden arkæolog.
- 1993-2014: Henning Ringgaard Lauridsen, cand.mag. i historie og dansk.
- 2014: Jesper Hjermind, cand.mag. i middelalderarkæologi og forhistorisk arkæologi (konstitueret).
- 2014-: Brian Wiborg, cand.mag. i historie og religion.[14]

## Viborg Museums bygninger og afdelinger
- 1861-64: Museets samling af oldsager blev fremvist i det gamle rådhus (nu Skovgaard Museet) og Stænderhuset (er i dag nedrevet).
- 1864-90: Ingen fast adresse
- 1890-1981: Det gamle rådhus (nu Skovgaard Museet).
- 1981-nu: Hedeselskabets tidligere bygning fra 1868 på Hjultorvet
- 1987: E Bindstouw, der er et gammelt skolehus fra 1700-tallet i Lysgård, blev en afdeling af Viborg Museum. Samme år blev det arbejdende museum Bruunshaab Gamle Papfabrik indviet og fik fra starten et formelt samarbejde med Viborg Museum.
- 2015: I december 2015 blev det offentliggjort, at Viborg Museum i fremtiden vil flytte sin byhistoriske udstilling fra Hjultorvet til den tidligere landsretsbygning ved domkirken efter Vestre Landsrets udflytning til Asmild. Derudover vil den arkæologiske udstilling flytte til Hvolris Jernalderlandsby.[9]
- 2016: Den 1. januar 2016 blev Hvolris Jernalderlandsby en afdeling af Viborg Museum.